# Название Турции
Название «Турция» (тур. Türkiye), применяемое к современной Республике Турция, происходит от старофранцузского Turquie, которое, в свою очередь, происходит от средневековых латинских форм Turchia, Turquia и греческой — греч. Τουρκία. Османская империя, существовавшая в 1299—1922 годах, среди её современников также обычно называлась Турцией или Турецкой империей.

## Этимология
Название Турции (тур. Türkiye) означает «земля турок». Первое письменное использование термина «тюрк» («Türk») как эндоэтнонима содержится в документах древних тюрков, найденных в долине реки Орхон (Монголия), написаных древнетюркским письмом и датируемых примерно 735 г. н. э..
Первое упоминание слова Turkye (в вариантах Turkye, Torke, позже Turkie, Turky) как топонима в английском языке встречается в раннем произведении Д.Чосера «Книга герцогини» (англ. The Book of the Duchess, ок. 1368 года). Фраза «земля турок» (англ. land of Torke) встречается в английской пьесе XV века «Обращение Савла» (англ. The Conuersyon of Seynt Paule), а также в стихах шотландского поэта XVI века Уильяма Данбара. Упоминание о Турции содержится в англо-латинском словаре XVI века Manipulus Vocabulorum («Turkie, Tartaria») и Sylva Sylvarum Фрэнсиса Бэкона (Turky). Современная транскрипция топонима в английском языке — «Turkey» — формируется не ранее 1719 года.
Греческое название (греч. Τουρκία) использовалось византийским императором и учёным Константином Багрянородным в трактате «Об управлении империей», хотя он использовал термин «турки» в отношении венгров. Аналогично, Хазарский каганат в византийских источниках именовался Tourkia. Однако позже византийцы начали использовать это название для обозначения частей Анатолии, контролируемых сельджуками после битвы при Манцикерте 1071 года. Средневековые греческие и латинские географы не использовали название Tourkia для обозначения региона, который теперь известен как Турция. В западноевропейской литературе и картографии в отношении обширных областей от Каспия до Тихого океана использовался термин Тартария. Образование Османской империи в XIV веке способствовало вхождению этого названия в языки европейских народов.
В русский язык название «Турция» пришло через пол. Turcja из новолатинского Turcia.

## Смена названия в документах ООН в 2022 году
В 2022 году ООН удовлетворила просьбу Турции изменить название республики во всех официальных документах. «Турецкая Республика» (англ. Republic of Turkey, фр. République de Turquie, исп. República de Turquía) была переименована в «Республика Тюркийе» на английском (англ. Republic of Türkiye), французском (фр. République de Türkiye) и испанском (исп. República de Türkiye). Короткий вариант названия страны теперь выглядит как «Türkiye» («Тюркие» или «Тюркийе»), а не Turkey, Turkei или Turquie. На арабском, китайском и русском осталось старое название.